# Aplocera bifasciata
Aplocera bifasciata är en fjärilsart som beskrevs av Testant 1939. Aplocera bifasciata ingår i släktet Aplocera och familjen mätare. Inga underarter finns listade i Catalogue of Life.